# Juan Pablo Francisco López-Pacheco
Juan Pablo Francisco López-Pacheco y Moscoso (Madrid, 22 de març de 1716 - 27 d'abril de 1751) va ser un acadèmic i noble espanyol.

## Biografia
Era fill de Mercurio Antonio López-Pacheco, marquès de Villena. Va ser l'XI duc d'Escalona, amb grandesa d'Espanya, entre 1746 i 1751.
A més va ser gentilhombre de càmera del rei Ferran VI, capità general de l'Exèrcit, comanador d'Alcuéscar en l'Orde de Sant Jaume i cavaller de l'Orde de Sant Gener.
El 10 de juny de 1738 va ingressar com a acadèmic de la Reial Acadèmia Espanyola, ocupant la Butaca Q. El 19 de juliol de 1746 va ser escollit director de la Reial Acadèmia Espanyola, en substitució del seu germà Andrés, ocupant el càrrec fins a la seva mort el 27 d'abril de 1751.